# گریپویل (پنسیلوانیا)
گریپویل (به انگلیسی: Grapeville) یک منطقهٔ مسکونی در ایالات متحده آمریکا است که در شهرستان وستمورلند، پنسیلوانیا واقع شده‌است. گریپویل ۰٫۳ کیلومتر مربع مساحت و ۶۷۶ نفر جمعیت دارد.